# 八八
八八（はちはち）とは、3～7人で遊ぶ花札の遊技のひとつである。

## 概要
- 基本的には花合わせと同じだが、3人で行うために出降りを決めることが特徴。
- 最初に配られた札によって「手役」が発生する場合がある。

## 歴史
「武蔵野」の技法の出来役を簡素化した「八十八（八々）」は、大阪の遊廓で遊ばれ始め、明治時代には横浜の遊廓の遊女たちの間でも大流行して、「横浜花」「綿洋（ラシャメン）花」「吟味（ギンミ）花」とも呼ばれた。前田喜兵衛が「八々花」の製造を京都の大手カルタ製造元に働きかけたことにより、各社で札が製造されるようになり、全国的に供給されることとなった。「吟味花」とは、元金倍額勘定の「八々」のことを指す場合がある『隠語構成様式並に其語集』。

## 使用する道具
通常の花札と同じ48枚（ただし7人の時は白札を入れた49枚）を使用する。
ほかに、得点をやりとりするための碁石（白=1貫、黒=1文）・貫木・改貫札・だるま・菓子札・番個板・みずてん札（いずれも「用語」を参照）・現在の場をあらわすための軍配などを使用する。
なお、得点について下記の所ではすべて「10点で1貫」にしているが、地方によっては「役代のみ12点＝1貫or6点＝1貫」や関西地方に多い「1点＝1貫」というケースもある。
任天堂では、以下のランクで八八道具が販売されていた。
- 皮張製（皮製手提トランク型）
- フラシ張（ビロード）
- 新型フラシ張（ビロード）
- 本型（帙本函）
- クロース張
- 新型クロース張
- 桐箱

任天堂の八八道具の内訳は以下の通り。
- 花札　2組
- 黒石　72個
- 白石　30個
- 貫札　（五貫24枚,十貫24枚,廿貫12枚,五拾貫6枚,百貫4枚）
- 菓子札（菓子一64枚,菓子十24枚）
- 酒札　（酒五十本6枚,酒百本6枚）
- 達磨　6個
- 賽子　4個
- 信玄袋　1枚
- 花見籠　6個
- 軍配　1枚
- 銀見勲章札　1枚
- みずてん札　1枚

## 競技の流れ
（八八に限らず、花札はローカルルールで後述のように役の種類などが大きく異なるので事前に決めておいたほうがよい。）
- 競技を始める前に、最初の親と子の並び順を決定する。全員で札を引き、札種の月が一番早い札を引いた者が親、残りの子は月順に反時計回りに並ぶ。（サイコロを振り、最初の親、および席順を決めるやり方もある）
- 全員が一定の得点を持ち競技を始める。得点は貫と文という単位を用い計算する。1貫=12文とする場合と、1貫=10文とする場合がある。また、最初に全員が持つ得点も5貫で行う場合や50貫で行う場合など様々である。得点の計算のために貫木と呼ばれる用具を用いるのが一般的である。
- 始まりは親の左から3番目が「仮しゃく」…出ている札を集めてよく混ぜておくこと。その間に左から2番目の人が「本しゃく」…数回きりまぜること。そのあとに左隣の人が「のぞみ」…2つに分け下だったかたまりを上におく（ワンカット）。このときに親はみずてん（見ず出）をするか決める。
- 場に6枚、手札がそれぞれ7枚となるように親が札を配り、残りは山札として伏せておく。
  - ただし7人の時は全員が7枚になるように配る（場には配らない）。
  - 配り方は、3枚ずつ全員に配り3枚場にさらし、4枚ずつ配り3枚場にさらす（子に配る3枚4枚が逆になる場合や最初に3枚さらす場合もある。最後に3枚さらすようにすることが多い）。
- 手札を配られたら親から順に出降りを決めていく。降りるときには「降り賃」として1人目1貫、2人目1.5貫、3人目2貫払う。
- 3人出る人が決まった時点でまだ出降りの決めていない人は「追い込み」となり、強制的に降ろされる。
  - 7人の時は、白札が手札に入ってしまった人が強制的に降ろされ（降り賃は不要）、その人の白札を除く手札が場札となる。
  - ここで降ろされた人には出た人から追い込み賃が支払われる。
- まだ決めていない人が全員出て3人になった場合、まだ決めていない人は強制的に参加となる。（縛り）
  - これは関東で主流のルールの場合。関西で主流のルールの場合は縛りは無く、参加者が2人、1人になってしまう状況でも降りることが可能である。
- 参加者が決まったら、手役を公開する。これにより手役代の交換がある。
- 競技者は親から反時計回りに次の行動を繰り返す。
  - 手札から1枚取り出して場に出す。このとき、同じ月の札が場札にあれば、2枚は自分が獲得した札となり、自分の脇に置く。なければ場札に加えられる。
  - その後、山札をめくって場に出す。同様に、めくった山札と同じ月の札が場札にあれば、2枚は自分が獲得した札となり、自分の脇に置く。なければ場札に加えられる。
- 自分の順番で札の取れたことの確定した時点で獲得した札によって役が成立していれば、競技を継続するかしないかを決めなければならない。競技を継続する場合は「下げる」と言ってゲームを続ける。
- 競技を止めた場合、止めた者に成立した役によって役代の受け渡しがある。「下げた」場合、新しい役ができずに終了したら、得点は半額となる。あとから「下げ」を取り消した場合も半額となる。
- すべての札を取り終わったとき、各々の取った札の点数により得点のやり取りを行う。全部の点数の3分の1の88点（これが名前の起源となる）を基準にしてプラスマイナスで支払いを決める。
- 1つの競技が終わったら札を混ぜて札を配り直し、次の競技を始める。
- これを1月とし、12ヶ月（12回）行う。

### 場と終了条件
場札が決定したときに、場札6枚中1枚でも20点札があるとすべての得点（失点）が変わる。
- 大場（松、桜、芒20点）…得点失点ともに2倍で計算する
- 絶場（柳（雨）、桐20点）…得点失点ともに4倍で計算する

大場（絶場）同士が2枚重複して出た時は、「二代しばり」として次の月にも倍率が持ち越しされ、大場3枚の場合は同様に次々回まで大場が続く。なお、大場・絶場重複時は絶場が優先され、絶場のしばりが切れるまで4倍計算、それが終わると大場が発動して2倍計算となる。
- 越年…12月になって、大場または絶場の持ち越しが残っている場合、競技を持ち越し分が解消されるまで続行する。年を越して行うためこの名がある（打ち切りにするルールもある）

## 役
手役は重複を認めるので、組み合わせを合わせるとかなりの数になる。基本的な手役を挙げる。
出来役は他の花札に比べて少なめである。
なお、ここで記載する役の貫数は関東で主流のものである。

### 手役[3]

#### 特定の札種のみの手役
6種類ある。原則カス札をさらす（素無はカス札がないため逆に全ての得点札をさらす）。雨札（11月）は特例で短冊・燕・小野道風（本来は5・10・20点）もカス札扱いにされる。
| 名称             | 貫数 | 説明                                                                |
| ---------------- | ---- | ------------------------------------------------------------------- |
| 赤（あか）       | 3+1  | 手札に短冊札が2枚以上あり、残りがカス札 短冊札2枚としている本もある |
| 短一（たんいち） | 3+1  | 手札に短冊が1枚のみで残りがカス札                                   |
| 十一（といち）   | 3+1  | 手札に10点札が1枚のみで残りがカス札                                 |
| 光一（ぴかいち） | 4    | 手札に20点札が1枚のみで残りがカス札                                 |
| 皆素（からす）   | 4+1  | 手札がすべてカス札                                                  |
| 素無（すなし）   | 4    | 手札がすべて得点札                                                  |

（貫数の後に+1とあるのはぬけ役（後述）による追加点）

#### 同じ月の札の組み合わせによる手役
8-10種類ある。組み合わせを構成する札をさらす。一二四は例外的に単独の札も含めすべてをさらす。
| 名称                         | 貫数 | 説明                                                                 |
| ---------------------------- | ---- | -------------------------------------------------------------------- |
| 三本（さんぼん）             | 2+1  | 手札に3枚トリオの月がある場合。（下記の立三本を除く）                |
| 立三本（たてさんぼん）       | 3+1  | 手札に杜若、藤、萩か、桐のカス札の中から3枚トリオの月がある場合。    |
| 向三本                       | 2    | （場に3枚トリオの月がある場合のみ）その月の残りの1枚が手札にある時。 |
| 向立三本                     | 3    | 立三本になる札で向三本の条件を満たす場合。                           |
| 喰付（くっつき）             | 4    | 手札に2枚ペアの月が3組ある                                           |
| 手四（てし）                 | 6    | 手札に4枚全部そろった月がある                                        |
| 双三本（ふたさんぼん）       | 4    | 手札に三本が2組ある                                                  |
| 双立三本（ふたたてさんぼん） | 6    | 手札に立三本が2組ある                                                |
| 羽見（はねけん）             | 7    | 手札に2枚ペアの月が2組と三本（立三本）の月がひと組ある               |
| 一二四（いちにし）           | 8    | 手札に4枚全部ある月と2枚ペアの月がある（最後の1枚は何でもよい）      |
| 四三（しそう）               | 20   | 手札に4枚全部がある月と3枚トリオの月がある                           |

（貫数の後に+1とあるのは飛込み（後述）による追加点）

#### 出来役がすでに揃っている状態の手役
地方によって用いられている役で、いずれも出来役に当たる札をさらす。
| 名称     | 貫数 | 説明                                                                |
| -------- | ---- | ------------------------------------------------------------------- |
| にぎり   | 10   | 手札の時点で赤短か青短ができている                                  |
| 手の四光 | 12   | 手札の時点で四光ができている                                        |
| 手の五光 | 15   | 手札の時点で五光ができている                                        |
| 手の七短 | 10   | 手札7枚すべてが短冊、「にぎり」と重複する場合はそちらの数値も合計。 |

#### 手役関係の備考
三本・立三本
競技終了時にその月の最後の一枚をとって全部そろえた場合は「飛込み」といって手役代にもう1貫追加。この場合の「立」とは上位という意味。
赤・短一・十一・皆素
カス札が多く、さらし札で文字どおり手の内をさらすので点が取りにくいことから、「ぬけ役」という補正がつけられその月の競技終了時点で基準の88点を超えて（89点以上）取っていれば手役代に1貫が追加される。
赤
点数を2貫とする場合がある。
二三本・二立三本・三本立三本
二立三本・三本立三本（三本がひと組、立三本がひと組ある）は比較的新しく作られた役であり、認めないこともある。その場合は単に二三本とみなす。
二三本・三本立三本・二立三本は地域によっては通常の複合役ではなく、さらに2貫割り増しされて6貫・7貫・8貫とされる。
羽見
7貫ではなく8貫とすることもある。
四三
得点を30～35貫とすることもあり、その月の勝負を下りた者からも10貫とれる。
また、四三はめったにできないため、さまざまな習慣がある。これが出た場合、競技を打ち切るローカルルールもある。そのときの手役のみ交換して、12月になっていなくても終了する。また、全員から10貫ずつ祝儀をもらえるローカルルールもある。（死相と音が同じな為、札を焼くところもあったといわれる）

#### 手役の複合
「特定の札種とカスのみの手役」と「同じ月の札の組み合わせによる手役」の複合による役。複合役の貫数は単純にそれを構成する役の貫数を加算する。
たとえば「三本」と「赤」の重複の場合は「赤三本」となり、得点は「2貫（三本）+3貫（赤）＝5貫（赤三本）」となる。
さらす札は役に関係がある札なので、短一・十一・光一のように「単独ならその得点札だけ伏せたままでいい手役」との複合は「同じ月の札の組み合わせ」内にその札があるか否かでさらす枚数が変わる。
雨札はカス札扱いになるが、同時に唯一5点・10点・20点がそろっている月であるため、雨札のカス判定が強制か任意かで一部複合ができるか否かが変わる役がある。

### 出来役[10]
| 名称                             | 貫数       | 説明                                                                        |
| -------------------------------- | ---------- | --------------------------------------------------------------------------- |
| 五光（ごこう）                   | 12貫or15貫 | 20点札を5枚すべて集める。                                                   |
| 四光（しこう）                   | 10貫or12貫 | 「柳に小野道風」を除いた20点札4枚をすべて集める。                           |
| 赤短（あかたん）                 | 7貫or10貫  | 松、梅、桜の短札をそろえる。                                                |
| 青短（あおたん）                 | 7貫or10貫  | 牡丹、菊、紅葉の短冊をそろえる。                                            |
| 七短（ななたん、しちたん）＊1    | 10貫       | 短冊札（柳の短冊は含まない場合が普通）を7枚集める。                         |
| 素十六（すじろく、すじゅうろく） | 12貫＊2    | 1点札（雨札全種含む）を16枚取った場合（得点札は何枚あってもよい）。         |
| 総八（そうはち）＊1              | 親に10貫   | 全員が基準の88点で終わる。                                                  |
| 双八（ふたはち）＊1              | 10貫＊2    | 得点が基準の88点を引いてまだ80点以上ある時。                                |
| 素一（すいち）＊1                | 10貫       | 取った札の中にカス札（雨札全種含む）が1枚のみある場合。                     |
| 素無（すなし）＊1                | 10貫       | 取った札の中にカス札がない場合、この役では雨札は5点以上は得点札扱いとする。 |

＊1…地方によっては用いない（主に素一・素無は大阪地方、総八・二た八は東京地方で用いられる役）
＊2…加算がある。素十六は1枚増えるごとに1貫増し、二た八は169点以後は1点増えるごとに最後に1貫づつ増し。
五光～七短までの5種類は成立すると「下げる（後述）」をしない限り、この月はその人の勝ちと決まり他の人は手役以外無効となる。
素十六～二た八までの3種類は成立すると「吹き消し」といって、それまであった手役の金額も取り消しになる。手役が取り消しになることにより、飛び込み、抜けもなくなりこの出来役代だけ払う。ただしみずてんは有効とする場合もある。

## ルール詳細

### 抜け
赤、短一、十一、空素の手役を公開し、競技を始めた人は、競技中に88点を超えた場合、他の競技参加者から1貫もらう。

### 飛び込み
三本、立三本（場所によってははねけんも）の手役を公開し、競技を始めた人は、3枚持っていた同じ月の札に加え、残りの1枚の札も集めた場合、他の競技参加者から1貫もらう。

### 見ず転
「不見転」とも表記され、親が札を配った後それを見る前に「出る」という事（これを行うと親はどんなに手が悪くても降りることができなくなる）。これにより、親が88点を超えた場合、他の全員（7人の時に白札を引いた人は除く）から1貫もらう。

### 法度・罰則[12]
競技中に、出来役三役（赤短・青短・四光）成立があと1枚になったとき。
- それに関連する直接の札または同じ月を手札から捨てて、そのために出来役が出来た場合。

どちらも出来役成立原因になった人が「法度」と責任を取らされ二人分の役代を払う。
ただし、手札が最後の1枚で選択の余地がない場合は責任は問われず、またビキだけが2枚持っているが、どっちを捨てても親・中が役を作る場合は少ない方を出せば責任を問われない。場の札を取って出来役を防止できるものが取らなかった事で出来役が出来た場合であっても、責任を問われない。
他に競技中に、三本飛込を防げるのに防げなかったものは「罰則」として役料の倍（20点）を払う。

### 下げ[13]
出来役が出来た後、他の出来役ができそうなときに「何役できましたが下げる」と宣言すれば下げることができる。（ただし、「四光を五光にする」並びに「素十六か二た八の割り増し」目的の「下げる」は認められない。）
上記の認められない例以外なら、下げた人は他にもう一つ出来役を作れば両方の出来役代が入るが、出来役完成に関係なくいつでも試合を任意で終らせられる権利を有し、他の人に出来役ができそうになったり自分の目的の出来役ができないと判断した場合はその月の勝負を終わらせることができる。ただし既にできた出来役代は半分になる。
「下げる」を宣言後に試合終了の判断が遅れ、他の人が出来役を完成させてしまった場合は、「他の人」はその役の既定の出来役代、「下げるを宣言した人」は本来の半分の出来役代を貰える（完成させた者同士も前述の点をお互いに払う）。
なお、「下げるを宣言した人以外が出来役を作ると下げた出来役は無効」というルールの地方もあるが、淡路まもる編『花札の遊び方』ではわざわざ「これは間違ったものと言えます」と説明がある。

### 追い込み賃[15]
出場希望者が4人以上いる場合は「追い込み」といって親・中・ビキの3人が出て4人目以降を強制的に休場させれるが、この場合下ろされる人は下り賃を払う必要はないどころか逆に手札に応じて追い込み賃をもらえる。
この追い込み賃の交渉は手札を見せる必要があるのでビキ（親から数えて3人目の参加者）だけ4人目の手札を見て、ビキは「追い込み賃がいくらになるか親と中に伝えて自分含め3人で払う」か、「自分が降りて（通常の下り賃が必要）4人目が代わりに参加する」かのどちらかを選ぶ。
追い込み賃の計算
手役がある場合、その半額を支払う（例：2貫（20点）の価値がある手役の「三本」があれば1貫（10点）を各自が払う）。
出来役に関係のある役札がある場合、1枚につき3文（3点）を支払う。
素無を認めないルールの時は「にぎり」を手役にせずとも赤短・青短の3枚ぞろえを持っている人には、その半額を支払う。

## 関東と関西でのルールの大まかな違い
一口に関東、関西と言っても、場所・地域・プレイグループによりローカルルールが存在する。ここでは多くの場合行われる大まかな違いを記載する。
|                    | 関東                                                      | 関西                                                                               |
| ------------------ | --------------------------------------------------------- | ---------------------------------------------------------------------------------- |
| 競技開始時の持ち点 | 5貫                                                       | 50貫                                                                               |
| 貫と文のレート     | 1貫＝12文                                                 | 1貫＝10文                                                                          |
| 改貫（借金）       | 10貫単位で借入 10貫ずつ返済                               | 50貫単位で借入 60貫ずつ返済                                                        |
| 出降り             | 縛りあり                                                  | 縛りなし                                                                           |
| 降り賃             | 何人目に降りるかで決定 1人目：1貫 2人目：1.5貫 3人目：2貫 | 親から見た席次で決定 親：1貫 親の右隣：1.5貫 以降2貫、2.5貫……と0.5貫ずつ増えていく |
| 羽見の貫数         | 7貫                                                       | 8貫                                                                                |
| 四三の貫数         | 20貫                                                      | 30貫                                                                               |
| 出来役の貫数       | 五光：12貫 四光：10貫 赤短：7貫 青短：7貫 七短：10貫      | 五光：15貫 四光：12貫 赤短：10貫 青短：10貫 七短：12貫                             |
| 特殊役の貫数       | 素十六：12貫 総八：10貫 二八：10貫                        | 素十六：10貫 総八：8貫 二八：10貫                                                  |
| 下げ               | 新たな出来役ができなかった場合、 下げた出来役代は半分     | 新たな出来役ができなかった場合、 下げた出来役は無効                                |

## ローカルルール
ふけある得点以下だった場合、ご祝儀をとりきめて渡す。
つかみ手役手役公開の際、出来役と同じものを保有していた場合、それも手役としてさらすことが出来る。点数は出来役の際と同じ。これらの役を、別の名前を与えている場合もある（赤短のつかみ→赤大将、など）
縛りなし出降りで、降りていない人数が3人以下になっても、残りは強制的に出るのではなく、まだ降りることができる。この場合、残りが1人になったらその人の不戦勝になる。2人になったら二人勝負を行う。

## 用語
大場（絶場）の二代縛り大場又は絶場の札が、場に2枚以上出た場合二枚目以降は次の月以降に消化すること
越年大場（絶場）の二代縛りが続いて、12月を超えてしまうこと
見ず転親が場札、手札を見ずに出ることを宣言すること。この場合89点以上得点できると競技参加者すべてから1貫もらえる（人数によってかわり最大5貫、絶場で20貫となる）
吟味トップ賞。「吟味を取る」とはトップになることを指す。
改貫札途中で貫木が足らなくなり借金する場合に証文としてもらえる札。
菓子札貸し札の洒落。元々は、現金を賭けてプレイする場合、競技中に現金のやり取りを行う代わりに用いたもの（カジノにおけるチップと同じ。）現在は、現金の代用品ではなく、先述の改貫札の代わりとして用いられるのが普通。
だるま改貫札を複数（一般的には5枚）集めた際に、代用として持つ。（関西式のやり方では改貫札＝だるまになる場合が一般的）借金で首が回らない、手も足も出ないの洒落だが、縁起物でもあるのでどこか愛嬌がある。
半どん6月まで競技が進行したところで、トップ賞の計算のため全員の持ち点から一定分取り除く。（5貫持ちで始めた場合は10貫、50貫持ちで始めた場合は60貫）また、このタイミングで改貫札を持つものは清算することが出来る。これにより全員の所持点の合計はマイナスに成るが、その分は吟味を取ったもののものとなる。
番個板月の進行を表すため、各月でトップに成った者が1文を場に提供し置いていくもの。ここに置かれた分は最下位の者の得点となる。